# Huajiao

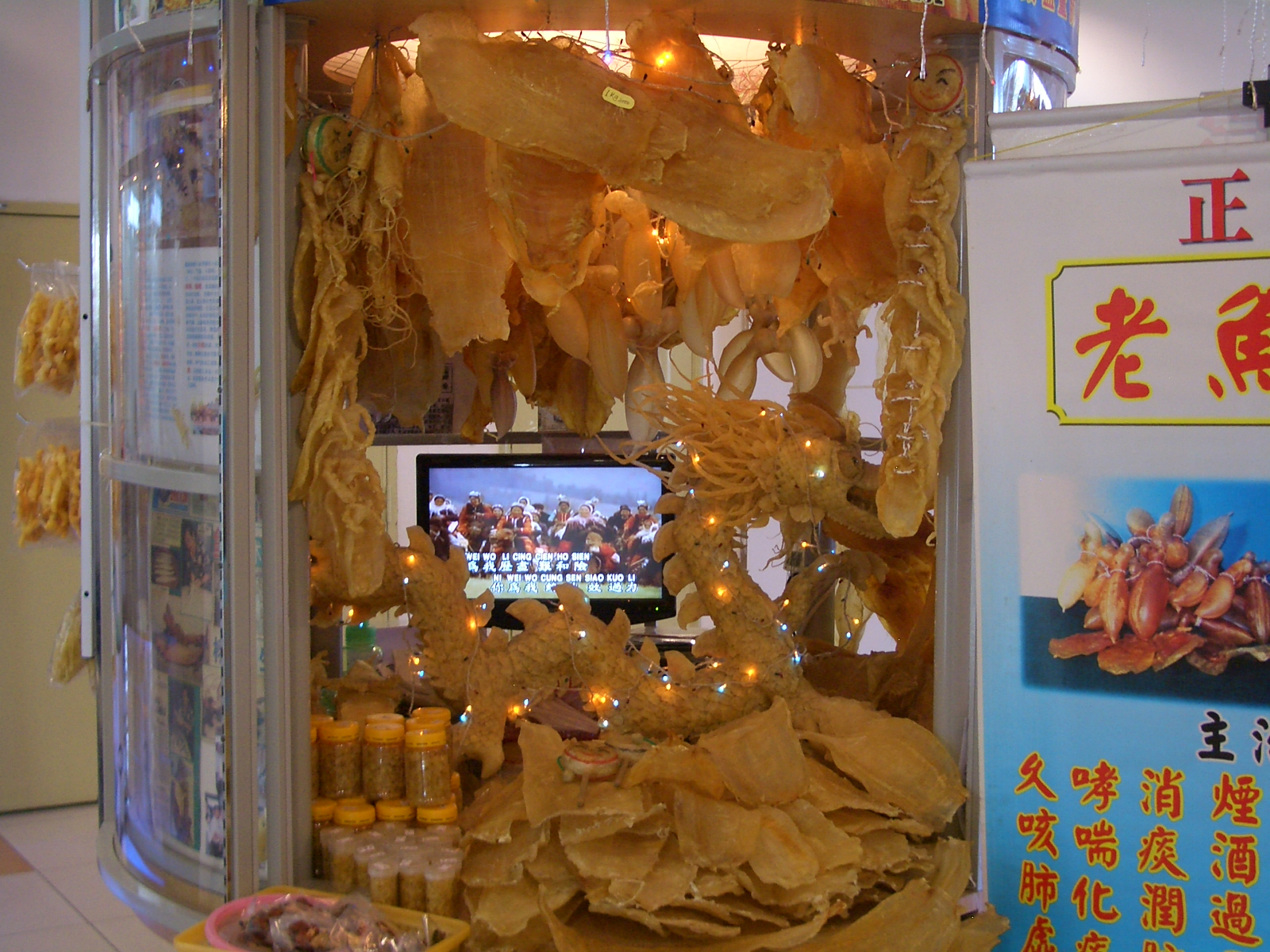
Gedroogde zwemblaas in een winkelcentrum in Malakka

Huajiao is de gedroogde zwemblaas van een grote zeevis. Het is een specialiteit uit de traditionele Chinese keuken. Samen met de maag van zeeoren, zeekomkommers en haaien behoort huajiao tot de duurste haiwei. 
Huajiao bevat veel collageen. De smaak van huajiao is wel een beetje vreemd, daarom wordt er in Aziatische gerechten met verschillende kooktechnieken en ingrediënten een lekkere smaak aan toegevoegd.
Huajiao wordt meestal in soep gekookt. Soms wordt het ook geroerbakt.